# Винтерстаун (Пенсилванија)
Винтерстаун (енгл. Winterstown) град је у америчкој савезној држави Пенсилванија.

## Демографија
По попису из 2010. године број становника је 632, што је 86 (15,8%) становника више него 2000. године.
| Група             | 2000.       | 2010.       |
| Белци             | 543 (99,5%) | 620 (98,1%) |
| Афроамериканци    | 1 (0,2%)    | 0 (0,0%)    |
| Азијати           | 0 (0,0%)    | 2 (0,3%)    |
| Хиспаноамериканци | 0 (0,0%)    | 5 (0,8%)    |
| Укупно            | 546         | 632         |